# Fráňa Šrámek
Fráňa Šrámek (né le 19 janvier 1877 à Sobotka et décédé le 1er juillet 1952 à Prague) est un écrivain et poète tchèque.

## Biographie
En 1885, il s'installa avec sa famille à Písek, où il écrivit la plupart de ses œuvres. Il s'enrôla dans l'armée et commença plus tard à étudier le droit à l'Université Charles de Prague. En septembre 1914, il tomba sérieusement malade d'un rhumatisme.

## Romans
- Stříbrný vítr, adapté au cinéma en 1954 sous le titre Stříbrný vítr
- Tělo
- Past
- Křižovatky

## Collections de poèmes
- Modrý a rudý (1906)
- Splav
- Ještě zní
- Života bído, přec tě mám rád (1905)
- Nové básně
- Rány, růže